# Khatia Buniatishvili
Khatia Buniatishvili (Batumi, 21 giugno 1987) è una pianista georgiana con cittadinanza francese.

## Biografia
Nata nel 1987 a Batumi, in Georgia, Khatia Buniatishvili ha iniziato a studiare pianoforte sotto la guida della madre all'età di tre anni. Ha tenuto il suo primo concerto con l'Orchestra da Camera di Tbilisi all'età di 6 anni ed è apparsa a livello internazionale all'età di 10 anni. Ha studiato a Tbilisi con Tengiz Amirejibi e a Vienna con Oleg Maisenberg presso l'Università di Musica e Arti dello Spettacolo di Vienna. Anche la sorella maggiore, Gvantsa Buniatishvili, è una pianista e hanno suonato insieme in numerose occasioni.
Nel 2010 Buniatishvili ha firmato un'esclusiva con Sony Classical. Il suo album di debutto del 2011, intitolato Franz Liszt, include la Sonata in si minore di Liszt, Liebestraum n. 3 e Mephisto Waltz n. 1. Buniatishvili partecipa regolarmente al Festival di Verbier, dove ha eseguito la Sonata in si minore di Liszt nel 2011. Nel 2012 Buniatishvili ha pubblicato il suo secondo album, Chopin, che contiene opere per pianoforte solo e il Concerto per pianoforte e orchestra n. 2 in fa minore di Chopin, accompagnato dall'Orchestre de Paris e da Paavo Järvi.